# Beaune-la-Rolande
Beaune-la-Rolande je francouzská obec v departementu Loiret v regionu Centre-Val de Loire. V roce 2011 zde žilo 1 997 obyvatel. Je centrem kantonu Beaune-la-Rolande.

## Sousední obce
Auxy, Barville-en-Gâtinais, Batilly-en-Gâtinais, Égry, Juranville, Montbarrois, Saint-Loup-des-Vignes, Saint-Michel

## Vývoj počtu obyvatel
Počet obyvatel